# Vallgårds distrikt
Vallgård (fi. Vallila) är ett distrikt i Helsingfors stad. Stadsdelar inom distriktet är Hermanstad och Vallgård (Bakom dessa länkar finns mera detaljerad information).